# リバーシブル (雑誌)
『リバーシブル』は、愛知県三河地方・岡崎市を対象地域とする月刊のタウン情報誌。誌名は『一番ディープな岡崎本 リバ！』を経て『RARE』に変更された。発行元の株式会社リバーシブルは2021年（令和3年）12月2日付で倒産した。

## 概要
1980年（昭和55年）3月20日に創刊された。創刊号（4月・5月号）はA5判、発行部数5,000部、1冊250円だった。発行元は株式会社ペーパードール。
岡崎市明大寺町の喫茶店「ペーパードール」の経営者、鈴木雅美が独自に発行していた新聞を原点とする。鈴木はその後、名鉄東岡崎駅の「えきまえ会」の広報新聞「えきまえ」の制作に参加。同新聞を元に1年半の準備期間を経て『リバーシブル』は発行された。名前は、岡崎市の中心を矢作川と乙川が流れていることからとられた。ロゴの「REVERSIBLE」は語頭の「R」が左右反転している。創刊から今日に至るまで頒布ルートは会員制をとっている。
地域の情報発信と交流を目的とした雑誌であるが、当初から各界著名人に対するインタビューを積極的に行った。ジョージ川口（1981年6月号）、秋吉敏子（1981年8月号）、石森章太郎（1982年1月号）、黒柳徹子（同号）、西田敏行（1982年2月号）、渡辺貞夫（1982年7月号）、岡村孝子（1982年7月号、1985年12月号）、冨田勲（1983年3月号、1983年9月号）、あみん（1983年10月号）、中嶋悟（1984年11月号）などがその例。
初期の頃は、『POPEYE』、『ビックリハウス』、『週刊少年マガジン』、『写楽』、『LIFE』などの雑誌のパロディのページがあった。
2005年（平成17年）、発行元が株式会社ペーパードールから株式会社リバーシブル（社長：浅井朋親）に移る。それとともに有料販売というスタイルを改め、同年10月号から無料誌となった。A5判からA4判となり、誌名を『一番ディープな岡崎本 リバ！』に変更した。
2012年（平成24年）11月号（10月20日発行）にて、まだデビュー前だった「オカザえもん」をいち早く特集した。
2021年（令和3年）9月号から誌名を『RARE』に変更。存続を図るが、同年12月2日付で株式会社リバーシブルは名古屋地方裁判所岡崎支部から破産手続開始の決定を受けた。2022年（令和4年）1月号から発行元が和デザイン（社長：浅井和親）に変わった。

## 沿革
- 1980年（昭和55年）
  - 3月20日創刊。創刊時は隔月刊だった。名誉編集長として女子高生の名前が記されている。
  - 8月・9月号　特集「岡崎二十七曲り」
- 1981年（昭和56年）
  - 6月号より月刊となる。
  - 12月号　特集「岡崎公園」
- 1982年（昭和57年）
  - 2月号　特集「吉村さんの古屋を訪ねて」。市内柱町にある吉村医院を取材。
  - 3月号より編集長が浅井司になる。
  - 5月号　特集「神明宮大祭」
  - 6月号　特集「岡崎の空を飛ぶ」。市の名物のグライダーを特集した。
  - 8月号　特集「国治天文台」[注 3]
  - 11月号　特集「今、なぜ家康か。」。NHK大河ドラマ『徳川家康』（1983年放映）のプロデューサー渋谷康生の講演の誌上再録。
- 1983年（昭和58年）
  - 4月号　特集「岡崎国立共同研究機構――生理学研究所の巻」
  - 6月号　特集「岡崎国立共同研究機構――基礎生物学研究所の巻」
  - 8月号　特集「岡崎国立共同研究機構――分子科学研究所の巻」
  - 10月号　特集「あみん」「『アイコ十六歳』映画化決定」[注 4][注 5]
  - 12月号　特集「三河弁」
- 1984年（昭和59年）
  - 7月号　特集「内田修先生探訪記 ドクターズ・スタジオでのインタビュー」
  - 9月号　特集「ナンダーランド '84」
- 1985年（昭和60年）
  - 6月号　特集「三河湾一周航海記」
  - 7月号　特集「えいがDREAM」
- 1986年（昭和61年）
  - 4月号　特集「せいふくアラカルト」。岡崎市内の全高校の制服を徹底分析。イラスト、写真、アンケート付きの特集が組まれた[注 6]。
  - 8月号　特集「BLACK HERITAGE FESTIVAL IN 豊橋」
  - 11月号　特集「岡崎博」[注 7]
- 1987年（昭和62年）
  - 編集部が明大寺町坂下11から明大寺本町4丁目に移る。
  - 1月号　特集「葵博とことんレポート」
  - 5月号　特集「葵博 SEE・SAW・SEEN」
  - 9月号　特集「蒲郡物語」
  - 10月号　フィリップ・E・キーズ（Phillip E. Keys）の英文コラム連載開始。
- 1991年（平成3年） - 1月号より編集長が生田薫になる。
- 1992年（平成4年） - 4月号　特集「20年目の国道一号線交通公害問題」
- 1995年（平成7年） - 7月号　特集「岡崎六ツ美・悠紀の里」
- 1996年（平成8年） - 10月号　特集「愛産大三河高校 甲子園応援記」[注 8]
- 1997年（平成9年） - 9月号より編集長が鈴木雅美になる。
- 2001年（平成13年）
  - 5月号　特集「南公園を楽しもう！」
  - 10月号　大野真澄のコラム連載開始[注 9]。
- 2003年（平成15年） - 5月号　特集「新美南吉 ごん狐が見た岡崎の町」
- 2005年（平成17年）
  - 2月号より編集長が浅井朋親になる。
  - 9月号より発行元が株式会社リバーシブルとなる。
  - 10月号より大幅リニューアル。誌名が『一番ディープな岡崎本 リバ！』に変わる。同号には高橋名人のインタビューが掲載された。
- 2006年（平成18年）
  - 編集部が康生通西2丁目のシビコ6階に移る。
  - 7月号　特集「岡崎のアートシーン」[注 10]
  - 9月号　特集「内藤ルネ」。伊豆市修善寺に住んでいた内藤を取材[注 11]。
  - 10月号　特集「岡崎ジャズストリートの仕掛け人たち」[注 12]
- 2007年（平成19年） - 8月号　特集「70年代岡崎 音盤とわたし」
- 2008年（平成20年）
  - 編集部が康生通南3丁目20のステージビル3階に移る。
  - 4月号　特集「内藤ルネ」
- 2011年（平成23年）
  - 6月号　特集「グレート家康公『葵』武将隊」[注 13]
  - 7月号より編集長が浅井寮子になる[16]。
- 2012年（平成24年） - 11月号　特集「オカザえもん」
- 2013年（平成25年）
  - 1月号　内田康宏市長のコラム連載開始。
  - 3月号　特集「星城高校バレーボール部三冠達成」[注 14]
- 2014年（平成26年）
  - 5月号　特集「アート・トランジット・オカザキ」[注 15]
  - 8月号　特集「中嶋一貴・中嶋大祐兄弟、康生をデモラン」[注 16]
- 2016年（平成28年）
  - 2月号　特集「飛び出す公務員誕生」
  - 4月号　特集「観光大使おかざき」
  - 7月号　特集「おかえりなさい、えんぬちゃん」
- 2020年（令和2年）
  - 6月、編集部が康生通南3丁目22に移る[20]。
  - 10月、岡崎市議会議員選挙執行。編集部の支援を受けて活動していた三塩菜摘が初当選[21][注 17]。三塩の事務所も、康生通南3丁目20（編集部の旧住所）から同町3丁目22（編集部の新住所）に移転した[25][26]。
- 2021年（令和3年）
  - 2月10日、株式会社リバーシブルは、バックナンバーのアーカイブ化と創刊40周年記念誌の制作を目指し、クラウドファンディングを開始。終了時の支援総額は目標金額の41％であった[27]。
  - 9月号から誌名を『RARE』に変更。
  - 12月2日、株式会社リバーシブルが、名古屋地裁岡崎支部より破産手続開始の決定を受け倒産した[2][1]。
  - 12月下旬、2022年1月号が発行される。発行所は株式会社リバーシブルと同じ住所の和デザインに移った。1月号の特集は、「岡崎ビジネスサポートセンター」（通称：OKa-Biz）の髙嶋舞センター長へのインタビュー[28][29]。

## 鈴木雅美
創刊者の鈴木雅美の経歴は以下のとおり。1948年（昭和23年）、愛知県岡崎市生まれ。愛知県立岡崎高等学校卒業後、多摩美術大学に進学。1971年（昭和46年）に大学を中退し明大寺町に喫茶店「ペーパードール」を開業した。そして前述のとおり1980年（昭和55年）3月に『リバーシブル』を創刊した。
1990年（平成2年）2月18日に行われた第39回衆議院議員総選挙にからみ、杉浦正健陣営が選挙違反を起こす。同年9月25日までに自民党市議17人が辞職。これに伴って11月4日に行われた補欠選挙に無所属で立候補し初当選した。1996年（平成8年）7月、岡崎市長選挙へ立候補するも落選。同年10月の市議選で3期目の当選。鈴木は初当選から保守系の多数会派に所属していたが、3選後、中根薫と新進党系の会派「新進市民共同クラブ」を結成した。
1999年（平成11年）6月25日、市議会6月定例会の打ち上げを兼ねた自民党市議団約20人の懇親会が西浦温泉の旅館で開かれた。次期議長人事や議長の公用車の使い方をめぐり、会場で永田寛市議と渡辺五郎議長が口論となった。永田は渡辺にいきなりビールをかけ、押し倒し、右足で2、3回蹴った。渡辺は尾てい骨を骨折した。渡辺の公用車濫用問題と永田の暴行事件はマスコミで取り上げられ、鈴木は真相究明を求める先頭に立ち、9月定例会の一般質問でも公用車問題を追及した。ところが会期中の9月29日、鈴木自身が前年6月に知人の女性2人に対し暴力をふるっていたことが明らかになった。美術家の女性を平手打ちすると、居合わせた旧額田町の主婦が美術家をかばい、「実るほど頭を垂れる稲穂かな」と鈴木を諭した。この言葉にかっとなり鈴木は主婦もさらに殴った。
この事件の影響を受け、2000年（平成12年）と2004年（平成16年）の市議選はどちらも落選。2004年（平成16年）12月をもって『リバーシブル』の経営から退いた。